# Špela Pavlič
Špela Pavlič, slovenska literarna komparativistka in urednica, * 1984.
Diplomirala je iz literarne komparativistike in bibliotekarstva na Filozofski fakulteti Univerze v Ljubljani. 
Med leti 2008 in 2011 je kot strokovna sodelavka Društva slovenskih pisateljev sodelovala pri organizaciji in izvedbi Mednarodnega literarnega festivala vilenica, festivala Slovenski dnevi knjige  ter organizaciji in izvedbi drugih mednarodnih in domačih projektov in pisateljskih izmenjav.
Kot izvršna urednica je urejala mednarodno literarno revijo Litterae Slovenicae in različna dela s področja leposlovja in humanistike. Med letoma 2013 in 2014 je bila zaposlena na Rokopisnem oddelku Narodne in univerzitetne knjižnice v Ljubljani, kjer je urejala literarne zapuščine slovenskih ustvarjalcev in pripravila več razstav.
Od leta 2014 je izvršna urednica zbirke Beletrina in posebnih izdaj založbe Beletrina. Ureja tako dela slovenskih literarnih ustvarjalcev kot prevodno leposlovje, poezijo, prozo in antologijske izbore.